# Eurytaphria pachyceras
Eurytaphria pachyceras är en fjärilsart som beskrevs av George Francis Hampson 1876. Eurytaphria pachyceras ingår i släktet Eurytaphria och familjen mätare. Inga underarter finns listade i Catalogue of Life.